# سرخس حرشفي فضي
سرخس حرشفي فضي (الاسم العلمي: Polypodium argyrolepis) هو نوع نباتي يتبع جنس السرخس من فصيلة السرخسية.